# Mahabharata
Mahabharata je vjerojatno najveći ep u svjetskoj književnosti. Po predaji obuhvaća sto tisuća šloka odnosno dvostiha od po 32 sloga. Ustvari, predajom su se kroz tisućljeća oblikovale dvije okvirne recenzije sanskrtskog teksta u Indiji: sjeverna od 82 tisuće šloka i južna od 95.600 šloka. U kritičko su izdanje ušle od toga 73.900 šloka. Tih je, dakle, 147.800 stihova desetak puta više od 15.700 heksametara "Ilijade" ili preko dvanaest puta više od 12.100 heksametara "Odiseje" koji su po dužini usporedivi sa šestnaestercem šloke.

## Sadržaj
Jezgru Mahabharate tvori priča o sukobu oko nasljedstva između dviju grana plemena Kuru.

### 1. knjiga: Knjiga o početku
Sinovi starijeg brata Dhrtaraštre žele naslijediti kraljevstvo po ocu koji vlada u gradu Hastinapuri na Gangesu. Takmaci su im sinovi mlađeg brata Pandua koji je prvi vladao Hastinapurom jer je Dhrtaraštra bio slijep, ali je prvi i umro. Panduove sinove pošalju u dalek dvor gdje su im bratići željeli podmetnuti požar, ali oni izbjegnu klopci. Neko se vrijeme skrivaju, a onda stječu na dvoru kralja susjednoga plemena Panćala, Drupade, u gradu Kampilyi uz Gangu, kraljevu kćer na natjecanju za ženu. Njome se — uz neobična objašnjenja ženi sve petoro braće. Pošto su oni tako stekli Drupadu za saveznika, Dhrtaraštra odlučuje podijeliti kraljevstvo Kurua između svojih stotinu sinova na čelu s najstarijim, Duryodhanom, koji će ostati u Hastinapuri, i petorice Panduovih sinova na čelu s najstarijim, Yudhišthirom, koji će dobiti područje oko Yamune, nasuprot Hastinapuri na Gangi. Tu Panduovi sinovi izgrade prijestolnicu Indraprasthu. Pomaže im Krišna, bratić Pandava, sinova Panduovih, i Kaurava, sinova Dhrtaraštrinih. On je iz trećeg plemena Yadava ili Vršnija koje je kralj Magadhe Đarasamdha istjerao iz Mathure na Yamuni, nasuprot Kampilyi na Gangi, te su se preselili u Dvaraku na Kathiawaru. U četverokutu spomenutih prijestolnica postoje naslutljivi "geopolitički interesi". Jedan od Pandava, Arđuna, dobiva i Krišninu sestru Subhadru za ženu.

### 2. knjiga: Knjiga o sabornici
Pošto Yudhišthira primi svečano kraljevsko posvećenje u Indraprasthi, prije kojega su se Pandave morali iskazati ratničkim uspjesima na sve četiri strane svijeta i na poticaj Krišnin svladati Đarasamdhu u dvoboju, pozivaju ih bratići Kaurave u Hastinapuru. Tu im priređuju kockarsko natjecanje pri kojemu Yudhišthira zbog prijevare prokocka kraljevstvo i mora po dogovoru otići s braćom i ženom Draupadi, Draupadinom kćeri, u progonstvo u šumu na dvanaest godina, a trinaestu moraju provesti među ljudima, ali neprepoznati ako ne žele ponoviti progonstvo.

### 3. knjiga: Knjiga o šumi
Braća doživljavaju neobične pustolovine u šumi, osobito veliki strijelac Arđuna, snažni Bhima i mudri Yudhišthira.

### 4. knjiga: Knjiga o Virati
Trinaestu godinu Pandave provode s Draupadi prerušeni služeći kralja Matsya Viratu u njegovoj prijestolnici Upaplavyi. Na isteku godine zaduže kralja junaštvom kojim su mu spasili stada od susjednih Kurua i Trigarta. Time stječu novog saveznika, Viratina se kći udaje za Arđunina sina od Subhadre Abhimunyua.

### 5. knjiga: Knjiga o pripravama
Pandave u dogovoru sa saveznicima po isteku trinaeste godine zatraže od Kaurava svoju polovinu kraljevstva — ili bar pet sela. Kao posrednik zastupa ih u Hastinapuri Krišna. Duryodhana, sada Dhrtaraštrin prijestolonasljednik, odbija, međutim, da im išta ustupi. Obje strane skupljaju saveznike i kreću na bojno polje Kuruhšetru.

### 6. – 13. knjiga
6-10. knjiga opisuje tok velike bitke i slave junake koji su se borili i ginuli. Prve se četiri zovu po zapovjednicima vojske Kaurava: Knjiga o Bhlšmi (6), Knjiga o Droni (7), Knjiga o Karni (8) i Knjiga o Šalyi (9); svi su oni junački pali u borbi, a Pandave su ih, po Krišninim savjetima, iako i sami veliki junaci, redom svladavali lukavstvom uz osjetne moralne dileme, a naposljetku je tako i Duryodhanu svladao Bhima. Peta se zove po jezivome pokolju koji je izveo posljednji zapovjednik Kaurova Asvatthaman s jedinom dvojicom svojih preostalih vitezova: Knjiga o noćnome prepadu (10).
Nakon strašnih knjiga o bici slijedi 11. knjiga: Knjiga o ženama, gdje se opisuje naricanje žena i pogrebni obredi za pale junake. Dhrtaraštrina žena Ganhari tuguje nad palima u objema vojskama i proklinje Krišnino pleme, a Panduova udovica Kunti otkriva svojoj djeci da im je silni protivnik Karna bio rođeni brat iz njena predbračnog života.
Jedini je od palih vojskovođa bio još na životu stari Bhišma i ležao je sve vrijeme na bojnome polju sav izboden Arđuninim strijelama jer je snagama svoga značaja, životnih odricanja i duhovne stege stekao vlast nad časom smrti i čekao vrijeme kada će Sunce krenuti put sjevera jer je ono povoljno za oslobođenje od svijeta. U 12. knjizi, Knjizi o smirenju, i 13. knjizi Knjizi o poukama, dolazi do njega s velikim poštovanjem pobjednik Yudhišthira, očajan zbog krvave pobjede i pokolja rođaka, učitelja i prijatelja, te prima od mudroga samrtnika duge pouke o oslobođenju duše, ali i o vladanju i dužnostima kralja u svijetu. Napokon, Bhišma umire i vrše se pogrebni obredi za njega.

### 14. – 18. knjiga
14. knjiga: Knjiga o konjskoj žrtvi: Yudhišthira se smiruje, posvećuju ga za kralja Hastinapure, a potom po Krišninom savjetu prinosi veliku konjsku žrtvu koja kralja treba očistiti od grijeha i potvrditi njegovu neospornu vlast.
15. knjiga: Knjiga o pustinjačkome stanu: Kralj Dhrtaraštra, kojega su dotad Pandave petnaest godina pazili kao da im je otac jer je izgubio sve svoje sinove, odlučuje napustiti svjetovni život i sa svojim najbližima otići kao pustinjak u šumu da se pripremi za smrt.
16. knjiga: Knjiga o kijačama: Pandave saznaju da se Krišnino pleme zatrlo na nekoj pijanci u tučnjavi kijačama zbog Gandharine kletve, a braća su se Krišna i Balarama vratili na nebo.
17. knjiga: Knjiga o velikome putu: I Pandave s Draupadi napuštaju kraljevstvo ostavljajući Abhimanyuova sina, a Arđunina unuka Parikšita za nasljednika. Kreću na veliko hodočašće na Himalaju na kojemu svi do Yudhišthire padaju od iznemoglosti, sve dok po posljednjega, Yudhišthiru, ne dođe sam Indra, kralj bogova, s Dharmom, bogom pravde, da ga vode u nebo.
18. knjiga: Knjiga o usponu na nebo: Yudhišthira ne nalazi braću i ženu u nebu nego u paklu gdje ispaštaju za svoje grijehe i lukavstva u ratu, ali kada odlučuje da i on ostaje radije tu uz njih nego da sam pođe na nebo, dovršuje se vrijeme ispaštanja i svi stižu u nebo i preobražavaju se u božanstva. Time se posljednja knjiga nadovezuje na početne priče u prvoj knjizi gdje se i rođenje Pandava objašnjava božanskim podrijetlom Yudhišthire od boga Dharme, Bhime od boga vjetra Vayna, Arđune od gromovnika Indre, a njegove braće Nakule i Sahadeve od bogova blizanaca Ašvina, dok Karna vuče podrijetlo od boga Sunca Surye, a u Bhišmi se utjelovio bog neba Dyaus.

## Razvoj
Svakako neće ni sva ta okosnica priče potjecati iz iste starine, no ovdje radi kratkoće treba upozoriti makar samo na glavne smjerove u kojima se ep u toku predaje širio.
U junačku su se pjesmu uklapale druge pjesme iz repertorija pjevača kao npr. verzija priče o Rami ili priča o kralju Nali, kojih sudbine pričaju posjetioci Pandavama za dugoga boravka u šumi jer podsjećaju na sudbinu Pandava, ali su dobile sretan tok i time donose utjehu. Kada su brahmani preuzeli predaju epa u svoje ruke, proširili su ga mnogobrojnim brahmanskim mitovima i legendama — poput priče o vjernoj ženi Savitri, indijskoj Alkestidi, ili o tome kako su bogovi stvorili Smrt itd. U predaju su se očito uključili i isposnici i pustinjaci koji su u epu ostavili traga mnogobrojnim poučnim izrekama, parabolama, basnama ili poučnim pričama — poput priče o brahmanu Dađaliju i sitnome trgovcu Tuladhari koji veliča nenasilje ( v. npr. R. Katičić, Stara indijska književnost, MH, Zagreb, 1973., str. 111-126).
Ta uklapanja i proširenja sadržaja osobito su onda izmijenila narav epa kada su, na primjer, polazeći od pitanja nasljedstva u epu, koje je jedno od vrlo znatnih pitanja obredno-pravne nauke dharmašastre, razvila oko originalnih paradoksa — na kojima se gradi višeslojno ustrojstvo priče — čitave pravne rasprave koje su Mahabharatu iz implicitne stale pretvarati u eksplicitnu dharmašastru.
Bhišma je sin kuruskoga kralja Šantanua. Da bi mu otac mogao dobiti lijepu Satyavati za ženu, on se odriče nasljedstva u korist djece buduće očeve žene. Poštovanje roditelja i predaka uvjet je prava na nasljedstvo. A Bhišma toliko štuje oca da to pravo gubi. K tome je i prvorođenac, a pravo na nasljedstvo ipak stječu Satyavatini sinovi. Napokon se događa da oba njena sina umru mladi bez potomstva, a Bhišma ostaje na životu, a zavjetom se odrekao kraljevstva, pa čak i obiteljskoga života. Zbog svojega zavjeta ne može pomoći ni dvjema udovicama pokojnoga polubrata Vićitravirye da, prema običaju levirata, pokojnome mužu rode nasljednika. No sad se otkriva daje i Satyavati prije braka sa Šantanuom imala predbračnoga sina Vyasu, ali on je strašni isposnik. I sada umjesto velikoga ratnika Bhišme pravo levirata ostvaruje isposnik Vyasa. Time Vićitravirya stječe dva zakonita sina koji su tjelesna djeca Vyasina. Međutim, Dhrtaraštra koji je stariji rodio se slijep, pa nasljedstvo opet preko reda pripada mlađem Panduu, a on zbog neke kletve ne smije prići vlastitim ženama Kunti i Madri. Stoga one moraju prizvati bogove da im pomognu da mu rode zakonitu djecu, petoricu Pandava. Kada dječaci Kaurave i Pandave dorastu do nasljedstva, doista neće biti nesporno tko na nj ima pravo. Ipak, ep često naglašava da je od svih najstariji Yudhištira pa bi po tome pravo bilo njegovo. No kasnije se saznaje da je odbačeni predbračni Kuntin sin Karna, kojega je odgojio kočijaš Adhiratha pa ga svi smatraju nižim po rodu, zapravo bio najstariji od braće, a ona su ga ubila u boju. I kada Pandave napuštaju kraljevstvo, nasljedstvo ostaje na unuku najmlađega Kuntina sina Arđune jer su djeca svih drugih izginula u ratu.
Spominjući te paradokse u Uvodu u ovaj prijevod epa, J. A. B. Buitenen veli da se "veličanstveni nacrt priče čini dijelom zamišljen kao genealoška zagonetka". Stoga nije čudno da Kaurave i Pandave kušaju više puta podijeliti kraljevstvo. Prvi put, možda, već kada šalju Pandave u zapaljivi dvor izgrađen za njih. Drugi put kada im dodjeljuju Indraprasthu. Treći put kada raspodjelu kraljevstva prepuštaju kocki. A četvrti put ratnoj sreći kao božjem sudu.
Iz pitanja o zakonitome prijestolonasljedniku razvija se i niz drugih pravnih i ćudorednih pitanja u samoj radnji epa koja nerijetko djeluju kao primjeri pravnih ili ćudorednih dilema. One, međutim, dobivaju snažan pjesnički izraz i postaju slika ljudske sudbine u svijetu. No kada se u 12. i 13. knjizi uvrste opsežne pravne rasprave i Bhišmine pouke Yudhišthiri, one nemaju pjesničkoga izraza ni snage i tu golemi poučni tekstovi posve mijenjaju narav epa u eksplicitnu dharmašastru. Isto vrijedi i za kozmološke, geografske i ostale rasprave koje su Mahabharatu pretvarale u enciklopediju poput poučnih spjevova purana.
S druge strane stoji najslavniji poučni dio Mahabharate, Bhagavadgita, uvrštena u 6. knjigu epa (VI. 23-40) okrunjena otkrivenjem vozara Krišne koji se prijatelju i velikom strijelcu Arđuni pokazuje prvo kao veliki učitelj yoge, a napokon i kao sveobuhvatno božanstvo koje stvara sva bića i ponovno ih guta kao plamen vremena, te kojemu se naprosto treba posve predati s povjerenjem i sudjelovati u njegovom biću (bhakti). Ta "Gospodnja pjesma" daje cijelome zbivanju u epu novi smisao. Sve u njemu dobiva božanski smisao, priča postaje sveta, a ep dobiva ulogu i ugled vjerske knjige ili objave.
Nije Bhagavadgita jedini tekst koji daje epu narav vjerske knjige, ali je najznatniji, i ne stoji sama izdvojeno u njemu, nego je široko utjecala na svoj kontekst i svojom perspektivom prožela brojne epizode i pojedinačne odlomke u čitavom epu. Ipak mnogi drugi dijelovi priče ostali su tako stilizirani kao da za tu božansku perspektivu i ne znaju te, na primjer, prikazuju Krišnu kao obična čovjeka s neizbježnim slabostima.
Stoga se može pretpostaviti da ep isprva nije imao takva vjerskoga sadržaja već da ga je dobio kada njegov junački sadržaj više nije imao neposredno zainteresiranih održavatelja, nego se druga vrsta pjevača ili kazivača poslužila omiljenim epom da u njegovu okviru širi i svoje svjetovne ili vjerske predaje.
I sama Mahabharata čuva svjesnu uspomenu na svoje širenje kao i stilizirani prikaz svojega razvoja. Ona, naime, sama tvrdi da je djelo mudraca i isposnika Vyase koji u epu više puta savjetuje Yudhišthiru i Pandave ili im pripovijeda priče. Vyasa je naučio sina Šuku i nekoliko učenika svoju pjesmu, a jedan ju je od učenika, Vaišampayana, kazivao zmijskoj žrtvi koju je prinosio. Vyasa tu možda u svojemu liku utjelovljuje službu porodičnoga genealogista i panegirčara ili redaktora književne predaje, a svakako još Vaišampayana pjeva pjesmu o precima Bharatama neposredno zainteresiranu nasljedniku kraljevske loze. No Mahabharata sebe prikazuje kao nečije iznošenje pjesme kako ju je Ugrušravas, sin Šute Lomaharsane, koji ju je čuo od Vaiš na Đaninoj žrtvi, kazivao brahmanima i isposnicima okupljenim na dugome dvanaestogodišnjemu žrtvenome sijelu obredovoditelja Šaunake u šumi Naimiša. Ugrušravas je još uvijek sin Šute, dvorskoga pjevača koji je često bio kraljevski kočijaš i iz očevida opjevao podvige gospodara, ali njegovo slušateljstvo već su brahmani i isposnici, nosioci svjetovnih i duhovnih znanja, obrednih i vjerskih predaja, kakvima se s vremenom, vidjeli smo, proširivao tekst velikoga epa.
U epu se i spominju različite njegove verzije: Đaya "Pjesma o pobjedi" koja je imala svega 8.800 šloka, Bharata "Pjesma o Bharatama" ili "Boj Bharata".
U epu je stilizirano prikazan i način na koji se kazivao u usmenoj predaji. Kazivač bi prvo iznio kratku okosnicu priče. Potom, ako bi ga slušatelji molili da im je potanko ispriča, stao bi je kazivati sa svim podrobnostima. I tada bi ga slušatelji mogli prekidati dodatnim molbama da štogod određenije ili još potanje ispriča. Tako se ep kazivao u razgovoru između kazivača i slušatelja, a prenosio u oblik sažetaka ili tema i tehnike pjevanja ili formula kojom se iz okosnice gradila priča kakva se milila slušateljstvu.
Stoga je pjesma lako poprimala različit opseg, a velike svečanosti i dugi obredi na kojima se iznosila mogli su poticati njeno širenje.

## Teorije i izdanja
Proučavatelji Mahabharate posvećivali su posebnu pažnju traženju različitih sadržajnih slojeva — hvalopjeva Kurua, hvalopjeva Pandava itd. — koji su se nataložili u Mahabharati u tijeku njena razvoja (Adolf Holtzman, Sr. Indische Sagen, 3 sv., Karlsruhe 1845-47. (2Jena 1920-21.) i Jr. Das Mahabharata und seine Teile, Kiel 1892. – 1895.) ili pak u traženju jedinstvene niti i nacrta cijelog djela kako je do nas došlo u pouci i dharmi, pravu i ćudoređu (Joseph Dahlmann Das Mahabharata als Epos und Rechtbuch, Berlin 1985.), nastojali su otkriti odnos mitskoga obrasca prema povijesnoj podlozi u mitskoj priči, npr. u priči o braku crne Draupadi s petoricom Pandava kao braku crne Zemlje s pet godišnjih doba (A. Ludwig Uber das Verhdltnis des mythischen Elementcs zu der historischen Grundlage des Mahabharata, Prag 1884.) ili doprijeti do slike povijesti velikoga epa (E. W. Hopkins
The Great Epic oflndia, New York 1901.). Dugo su se znanstvenici morali služiti izdanjima samo pojedinih recenzija Mahabharate, i to često nekritičkima.
M. Winternitz je tražio da se poduzme kritičko izdavanje Mahabharate još 1897. u Parizu na XI. međunarodnome kongresu orijentalista. Napokon se pokazalo da taj pothvat mogu izvesti jedino Indijci. I tako je Bhandarkar Oriental Research Institute u Pooni konačno pod vodstvom V. S. Sukthankara, S. K. Belvalkara i P. L. Vaidve pripravio između 1933. i 1966. kritičko izdanje Mahabharate, v. podatke u zaglavlju knjige. tj. zajedničkoga predloška sjevernih (šaradsko-kašmirske, bengalsko-maithilsko-nepalske i devanagarske) i južnih (granthsko-teluške i malayalske) verzija Mahabharate, ne upuštajući se u spekulacije o ranijim oblicima Đaye, Bharate ili sl. jer njihovu rekonstrukciju sama rukopisna predaja ne omogućuje. Kritičko je izdanje, dakle, zajednički nazivnik sjeverne i južne recenzije, ali je aparat uza nj pravi thesaurus svih rukopisno potvrđenih varijanata i čitanja epa.
U toku toga izdavanja i osobito poslije njega ponovno su oživjeli svi oni pristupi istraživanju Mahabharate koji su je javili u razdoblju prije kritičkoga izdanja i potom u nedostatku takva pomagala privremeno zamrli. O postanku i razvoju Mahabharate pisali su sam priređivač kritičkoga izdanja Sukthankar On the Meaning of the Mahabharata, Bombay, 1937. i R. V. Vaidva. Vaidya, nav. dj. (bilj. 5). Sukthankar je pritom, međutim, bio bliži unitarnome shvaćanju Mahabharate u Dahlmanna, barem u pogledu jedinstvenosti zamisli epa, negoli analitičkome pristupu Holtzmanna, strica i nećaka. Smatrao je da Mahabharata ima značenje pjesme o podvizima svojih junaka, ali i značenje pouke o dharmi i svete povijesti ili krišnističke objave, a vidjeli smo da su upravo ta dva druga značenja izrasla na podlozi prvoga u toku razvoja epa.
To samo znači da ep ne samo da je u osnovi svoje junačke radnje imao jasnu koncepciju u dugu suta koji su ga stvarali, nego da se i u proširenim preradama u rukama brahmana, isposnika i vjerovjesnika također razvijao prema promišljenim koncepcijama smjera i smisla u kojem su željeli preraditi i proširiti ep. Stoga u osnovi nema ni onoliko proturječja između analitičkoga i unitarnjega pristupa epu koliko ga vidi Sukthankar. Historijska filološka kritika teksta ne mora polaziti od isljučiva interesa za pra-Bharatu, nego može istraživati povijest niza koncepcija s kojima se ep u povijesti prerađivao.
S takvim sam pristupom pokušao analizirati povijest teksta Bhagavadgite u člancima: Textual Layers of the Bhagavadglta as Traces of Indian Cultural History, Schriften zur Geschichte und Kultur des alten Orients 18, Akademie Verlag, Berlin 1986, str. 628-638; The First Yoga Laycr in the Bhagavadglta, Felicitation Volume in Honour of Prof. Ludwik Sternbach, Lucknovv 1979, sv. I, str. 545-557.
Mitskim su se obrascima i značenjima u Mahabharati s pogledom u indoevropsku pretpovijest bavili Steg Wikander
Fran Bravalla till Kurukshetra, Archiv for nordisk filologi 75, 1960, str. 183-193; Germanische und indo-iranische Eschatologie, Kairos II, 1960., str. 83-88. i Georges Dumezil, Mythe et epopee, I, Paris 1968., II, Paris 1971. a s ogledom na kasniji puranski razvoj Madleine Biardeau.
Etudes de mythologie hindoue: Cosmogonies puranigues, Bulletin del'Ecole Francaise d'Extreme Orient LIV-LV, 1968-69.; Brahmanes et potiers, Article liminaire, Annuaire de l'Ecole Pratique des Hautes Etudes LXX, 1971-72. i dr. U novije vrijeme tim su se pitanjima bavili i Alf Hiltebeitel i Georg von Simson. Mitološkim obrascima, ali i pjesničkom tehnikom Mahabharate i Ramayane, pripovjedačkim postupcima i analizom formula bavio se vrlo plodno i P. A. Grincer. Drevneindijskij epos, genzis i tipologija, Moskva 1974. To je samo nekoliko natuknica o golemome području istraživanja golemoga staroindijskoga epa.
Mogu se još spomenuti i najznatniji prijevodi koji su prethodili kritičkomu izdanju:
- na engleskom: K. M. Ganguli-P. C. Roy, Calcutta 1884-96. N. M. Dutt, Calcutta 1895-1905.
- na francuskom: H. Fauche, Paris 1863-70. (1-10. parvan) I oni koji su mu slijedili:
- na engleskom: J. A. B. van Buitenen, Chicago-London, od 1973. (1-5. parvan) P. Lal, Calcutta, od 1967.
- na ruskom: V. I. Kal'janov, Moskva, od 1950., 1987. izašao je 3. parvan u prijevodu J. V. Vasil'kova i S. L. Neveleve.

Vjerojatno su najpouzdaniji prijevodi van Buitenena i Kal'janova i dr., ali izbor K. M. Gangulijeva prijevoda za predložak ima veliku prednost štoje cjelovit i, naravno, štoje našim prevodiocima bio dostupan.
Vrijeme
Iako bi to mogla biti prva stvar o kojoj će se zapitati zapadni čitalac, barem onaj koji je u nešto ranije vrijeme pohađao školu, pitanje vremena nastanka djela redovito je najteže pitanje u povijesti staroindijske književnosti pa sam ga ostavio za kraj.
Obično se u indološkoj literaturi prihvaća prosudba E. W. Hopkinsa. nav. dj. (bilj. 12), str. 386-402. On je smatrao da početke staroindijskoga epskog pjesništva možemo, doduše, stavljati i 700 ili 1.700 godina pr. n. e., ali o tome ne možemo nešto pouzdano znati, a da počeci predaje o Bharatama, kako je to još bio smatrao Albrecht Weber, sežu do razdoblja vedskih obrednih djela brahmana. No za naš se ep ne može tvrditi da su predaje o Bharatama ili Kurnima u njemu skupljene prije 400. g. pr. n. e. Predaje o Pandavama i polubožanskome Krišni mogle bi potjecati iz razdoblja od 400. do 200. g. pr. n. e. Prerada s Krišnom kao sveobuhvatnim božanstvom i mnoštvom poučne puranske građe mogla je uslijediti između 200. g. pr. n. e. i 100-200. g. n. e. Posljednje su knjige i početak prve mogli biti dodani između 200. i 400. g. U istom se radoblju mogla napuniti poučnom građom 13. knjiga i izdvojiti se iz 12. knjige. Poslije toga razdoblja mogli su se prihvaćati tek pojedinačni dodaci. Mogli bismo reći da su to otprilike oni koje je otklonilo iz teksta sadašnje kritičko izdanje.
U 5. se st., naime, na nekome natpisu već spominje Mahabharata kao djelo od sto tisuća šloka, dakle u potpunome opsegu. A kako se u epu češće spominju Yavane, izvorno Jonjani, s kojima su se Indijci prvi put sreli u doba Aleksandra Velikoga, tekst kakav imamo ne može biti stariji od 4, st. pr. n. e., a svršetak u 3. st. n. e.
U svojoj knjizi o Ramayani, J. L. Brockngton Righteon Rama, The Evolution of an Epic, OUP, Delhi 1984. složio je sličan pregled razvoja drugoga velikog staroindijskog epa, stavivši mu početak u 5. st. pr. n. e.
Ramayana je sigurno dovršena prije Mahabharate ali je vjerojatno mlađa u začecima. Stoga mi se čini bliskom istini prosudba J. A. B. Buitenena da se začeci Mahabharate mogu najvjerojatnije zamisliti negdje u 8. ili 9. st. pr. n. e. No i on se slaže daje "knjižnica djela" koju znamo kao Mahabharatu mogla biti osnovana tek oko 400. g. pr. n. e., a prestati nabavljati prinose oko 400. g. n. e. nav. dj., Uvod, str. XXIV-XXV.
O starosti predmeta Mahabharate svakako još treba dodati da su arheolozi poput B. B. Lala i drugih otkopali naselja koja su identificirali kao Hastinapuru, staru prijestolnicu Kurua, Ahiććatru i Kampilyu, gradove Panćala, i druge lokalitete poznate iz velikoga epa. Oni pokazuju kulturu ranoga željeznog doba, odlikuju se posebnim sivim slikanim lončarstvom i pretežno ruralnom uljudbom, a ispitivanje starosti nalaza pomoću ugljika C14 pokazuje da potječu otprilike iz razdoblja oko 1.000 g. pr. n. e. C f. Mahabharata, Myth and Reality, Diffcring Vicivs, ed. by S. P. Gupta & K S. Ramachandran, Delhi 1976, str. 23-51 i 52-80 (B. B. Lal, V. N. Misra, A. H. Dani, R C. Gaur, D. P. Agganval, Sheila Kusumgar).
To mora biti i razdoblje kada su se počele pjevati pjesme o vladarima Kurua i Panćala i otada se nikada nisu prestale pjevati jer bi svaki privremeni prekid u usmenom prenošenju pjesama kroz dugo razdoblje njihova stvaranja, sabiranja i razvoja velike pjesme o boju Bharata iz njih nužno izazvao i potpun gubitak cijele te predaje, bar prije trenutka njena zapisivanja. No ta je predaja na svoj način još i danas živa, kao što još i danas stoji grad Mathura i još je uvijek središte živa Krišnina kulta i kao što ime Indraprastha i danas označuje dio Delhija oko Stare tvrđave.

## Vanjske poveznice
- MahabharataOnline.com - Mahabharata Translations, Simple narrations, Stories and Scriptures  Arhivirana inačica izvorne stranice od 17. siječnja 2010. (Wayback Machine)
- Mahabharata major ancient Sanskrit epics of India  Arhivirana inačica izvorne stranice od 11. veljače 2007. (Wayback Machine)
- Arhivirana inačica izvorne stranice od 7. studenoga 2010. (Wayback Machine) (transliterated) at Goettingen State and University Library
- Mahabharata  Arhivirana inačica izvorne stranice od 26. svibnja 2013. (Wayback Machine), hrvatski prijevod iz 1989.